# Carcinologia

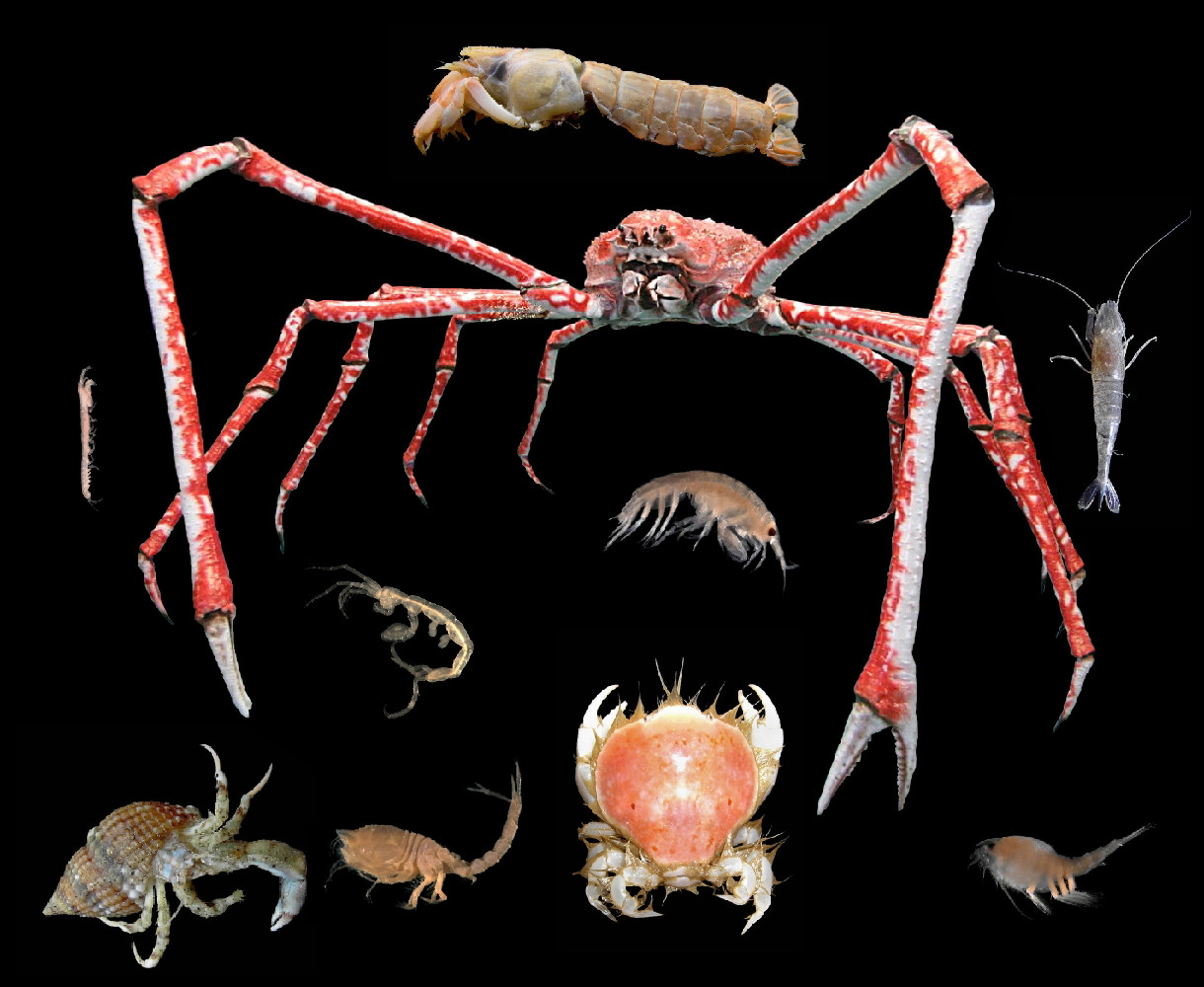
Colagem de imagens de diferentes tipos de crustáceos.

Carcinologia (do grego Karkinos = caranguejo + logia = estudo) é o ramo da Zoologia, por isso também da Biologia, que estuda os crustáceos (grupo que engloba, entre outros, as cracas, os anfípodes, os isópodes, os camarões, os lagostins, as lagostas e os caranguejos), nas suas diferentes abordagens (taxonomia, etologia, fisiologia, genética, aquacultura, etc.). Os cientistas que estudam os crustáceos são conhecidos pelo nome de carcinologistas. O cultivo de espécies de crustáceos é designada por carcinicultura.
Há várias publicações periódicas (revistas/jornais), livros especializados e associações científicas dedicadas a esta ciência.

## Associações científicas
- The Crustacean Society
- SBC - Sociedade Brasileira de Carcinologia
- Alcarcinus - Associación Latinoamericana de Carcinología

### Revistas especializadas
- Crustaceana
- Journal of Crustacean Biology
- Nauplius - The Journal of the Brazilian Crustacean Society